# Sinde
Sinde (سنڌ em sindi; سندھ em urdu) é uma das quatro províncias em que se subdivide o Paquistão. Limita com o Baluchistão a oeste e ao norte, com o Panjabe ao norte, com o Rajastão (Índia) a leste e com o Mar Arábico e Guzerate (Índia) ao sul. Sua capital é a cidade de Carachi.
A população do Sinde, de acordo com estimativas de 2012, é de 55 245 497 habitantes, distribuídos numa área de 140 914 km². A província é habitada principalmente pelos grupos étnicos dos sindis e dos mujahires, dentre outros. As línguas mais faladas são o sindi e o urdu.

## Distritos
| - Carachi - Larkano - Jacobabad - Shikarpur - Qamber Shahdakot - Sukkur - Ghutki - Kashmor | - Khairpur - Noushehro Feroz - Dadu - Nawabshah - Jamshoro - Sanghar - Matyari - Haiderabade | - Tando Muhammad Khan - Tando Allah Yaar - Badin - Thatto - Mirpurkhas - Umerkot - Tharparker |